# Список об'єктів Світової спадщини ЮНЕСКО в Тунісі
У списку об'єктів Світової спадщини ЮНЕСКО у Тунісі налічується 8 найменувань (станом на 2016 рік).
- 7 об'єктів культурного типу.
- 1 об'єкт природного типу.

| № | Зображення | Назва                                  | Розташування   | Час створення               | Рік внесення до списку | №                                                  | Критерії          |
| - | ---------- | -------------------------------------- | -------------- | --------------------------- | ---------------------- | -------------------------------------------------- | ----------------- |
| 1 |            | Медіна міста Туніс                     | місто Туніс    | —                           | 1979                   | 36 [Архівовано 25 грудня 2018 у Wayback Machine.]  | ii, iii, v        |
| 2 |            | Руїни Карфагену                        | місто Туніс    | кінець IX століття до н. е. | 1979                   | 37 [Архівовано 25 грудня 2018 у Wayback Machine.]  | ii, iii, vi       |
| 3 |            | Амфітеатр в Ель-Джемі                  | місто Ель-Джем | —                           | 1979                   | 38 [Архівовано 25 грудня 2018 у Wayback Machine.]  | iv, vi            |
| 4 |            | Національний парк Ішкель               | —              | 18 грудня 1980              | 1980                   | 8 [Архівовано 25 грудня 2018 у Wayback Machine.]   | x                 |
| 5 |            | Пунічне місто Керкуан і його некрополь | —              | —                           | 1985                   | 332 [Архівовано 25 грудня 2018 у Wayback Machine.] | iii               |
| 6 |            | Медина міста Сус                       | місто Сус      | —                           | 1988                   | 498 [Архівовано 25 грудня 2018 у Wayback Machine.] | iii, iv, v        |
| 7 |            | Історичне місто Кайруан                | —              | 680 рік                     | 1988                   | 499 [Архівовано 25 грудня 2018 у Wayback Machine.] | i, ii, iii, v, vi |
| 8 |            | Стародавнє місто Дугга (Тугга)         | —              | —                           | 1997                   | 794 [Архівовано 25 грудня 2018 у Wayback Machine.] | ii, iii           |